# Luna Park (Caïro)

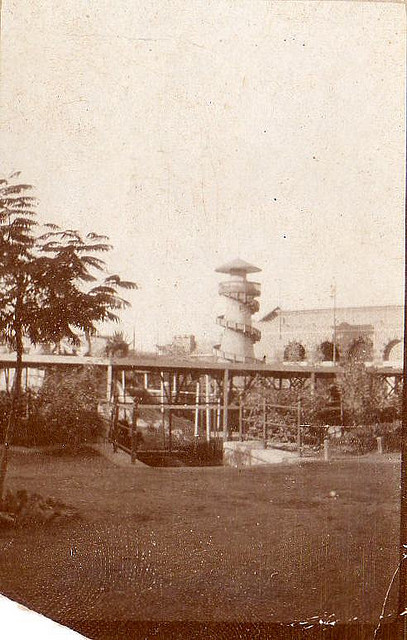
Luna Park, Cairo in 1915.

Het Luna Park was een attractiepark in Heliopolis, een stadswijk van de Egyptische hoofdstad Caïro. Het park, dat in gebruik was van 1911 tot begin 1915, was het eerste pretpark in westerse stijl in Afrika en het eerste in het Midden-Oosten. Op 19 januari 1915 werden de gebouwen en terreinen omgebouwd tot een hulpziekenhuis voor de Eerste Wereldoorlog; het ziekenhuis werd op 10 juli 1916 gesloten.

## Geschiedenis
De stadswijk Heliopolis, ontworpen als een ‘oase’ van Caïro, werd gebouwd in het eerste decennium van de 20e eeuw. Na een beurskrach in 1907 sloten de ontwikkelaars van de stad een contract met de Egyptische regering om woningen te bouwen voor overheidspersoneel. Daarnaast waren er ook uitgaansgelegenheden voor de nieuwkomers gepland, waardoor Heliopolis de eerste uitgaanszone van Egypte werd. Naast een hippodroom, poloveld, cricketveld, vliegveld, golfbaan, restaurants en een nieuwe tram vanuit Caïro, werd rond 1910 begonnen met de bouw van het pretpark. Luna Park werd voor het eerst voor het publiek geopend op 16 juni 1911 en bood mechanische attracties (waaronder een achtbaan met terugslag), een skatebaan en restaurants.

### Ziekenhuis
Het Australische leger richtte in Heliopolis vanwege de strijd in de Eerste Wereldoorlog het First Australian General Hospital in. De overdekte schaatsbaan van het Luna Park werd in gebruik genomen voor patiënten met lichte medische problemen. De kosten voor het afhuren van het gehele attractiepark waren aanvankelijk te hoog, maar na de Gallipoliveldtocht in 1915 was er dermate veel behoefte aan ziekenhuisruimte dat alsnog het gehele park werd ingericht als ziekenhuis. Er kwam capaciteit voor 1650 patiënten. Op 10 juli 1916 werd het ziekenhuis gesloten.
Nadien is het park niet meer heropend. Tijdens de regeringsjaren van Nasser is de locatie van het Luna Park verdwenen door de stadsuitbreidingen van Caïro. Hierna is er nog wel een bioscoop geopend: Roxy.